# Haut conseil pour l'unité de l'Azawad
Pour les articles homonymes, voir HCA.
Le Haut conseil pour l'unité de l'Azawad (HCUA) est un mouvement politique et militaire touareg formé le 2 mai 2013 lors de la guerre du Mali. Le mouvement naît sous le nom de Haut conseil de l'Azawad (HCA) avant de changer de nom le 19 mai 2013.
Il s'allie avec plusieurs autres groupes rebelles au sein de la Coordination des mouvements de l'Azawad (CMA) en 2014, puis au sein du Cadre stratégique permanent (CSP) en 2021.
En 2024, le HCUA fusionne avec les autres groupes du CSP pour former le Front de libération de l'Azawad (FLA).

## Drapeaux

Drapeau du Haut conseil pour l'unité de l'Azawad, de 2014 à 2021.
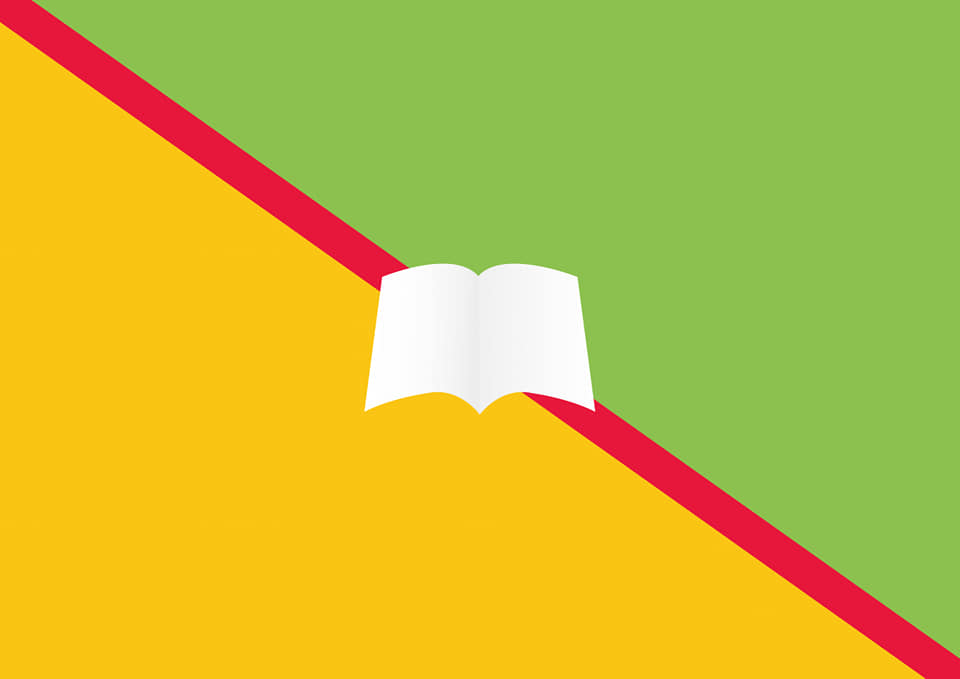
Drapeau du Haut conseil pour l'unité de l'Azawad, depuis 2021.

## Création
Le Haut conseil pour l'unité de l'Azawad est formé pendant la guerre du Mali, afin de favoriser les pourparlers avec le gouvernement malien. Le 2 mai, des représentants touaregs menés par Mohamed Ag Intalla décident de rejeter la lutte armée et de former le Haut Conseil de l'Azawad (HCA). Le jour de sa fondation, Mohamed Ag Intalla appelle le MNLA et le MIA à rallier son mouvement, il déclare que le HCA « appuiera tous les efforts en vue de trouver par le dialogue une solution politique négociée à la crise que traverse l'Azawad. (…) C’est un mouvement pacifique qui ne réclame pas l'indépendance d'une partie du nord du Mali et est contre toute idée de partition. (…) Nous sommes également contre le terrorisme. Nous voulons mettre ensemble tous les fils touaregs du Nord et les autres frères pour faire la paix avec le Sud, avec tous les Maliens. »

## Organisation
Mohamed Ag Intalla bénéficie rapidement du soutien de son père, l'amenokal Intalla Ag Attaher, chef coutumier des touaregs Ifoghas qui quitte le MNLA pour rejoindre le HCUA, et de son frère, Alghabass Ag Intalla, qui le 19 mai, annonce la dissolution du Mouvement Islamique de l'Azawad (MIA) et son ralliement au HCUA. Ce jour-là, le Haut Conseil de l'Azawad se réunit à Kidal, l'Amenokal Intalla Ag Attaher est désigné président, son fils Mohamed Ag Intalla, secrétaire-général. Le même jour, le HCA change de nom et devient, le HCUA, le Haut Conseil pour l'unité de l'Azawad,,. 
Le MNLA n'ose pas critiquer la décision de l'Amenokal et apporte son soutien officiel au HCUA. Le 2 juin, les deux mouvements signent un accord afin d'adopter une position commune lors des accords de Ouagadougou.  
L'essentiel des forces du HCUA est constitué de Touaregs de la tribu des Ifoghas et de transfuges d'Ansar Dine,. La branche militaire du groupe est commandée par Cheikh Ag Aoussa. Il est tué le 8 octobre 2016 par l'explosion d'une mine. Achafghi Ag Bohada lui succède le 25 octobre.
Vers début juillet Alghabass Ag Intalla devient secrétaire-général du HCUA, il est placé à la tête d'une délégation de 30 personnes du MNLA, MAA et HCUA lors des négociations d'Alger. 

## Effectifs
Dans un rapport rédigé en mars 2016, la MINUSMA estime que le HCUA compte entre 400 et 600 hommes. 

## Députés au parlement malien
Lors des élections législatives maliennes de 2013, deux membres du HCUA sont élus Députés : Mohamed Ag Intalla, secrétaire général du mouvement, et Hamada Ag Bibi, ancien porte-parole d'Ansar Dine ensuite rallié au MIA. Tous deux se sont présentés sous l'étiquette du Rassemblement pour le Mali (RPM). Le premier est élu dans le cercle de Tin-Essako avec 100 % des voix mais avec 86 % d'abstention, le second dans le cercle d'Abeïbara avec 96,69 % des voix avec 29 % d'abstention,,. 

## Actions
Début 2019, le HCUA lance une opération baptisée Acharouchou pour sécuriser la région de Kidal. Celle-ci est ensuite étendue à la région de Tombouctou en octobre. Une accalmie est alors observée dans ces zones. 

## Accusations
En juin 2016, l'AFP indique que l'entourage du ministre français de la Défense, Jean-Yves Le Drian, critique le « double-jeu » du HCUA et accuse ce groupe d'avoir encore des liens avec Ansar Dine et Iyad Ag Ghali,. Le HCUA dément, il qualifie ces déclarations « d'injustes et graves » et affirme avoir totalement rompu avec Ansar Dine. 
Dans un rapport daté du 8 août 2018, des experts indépendants de l'ONU accusent également Salah Ag Ahmed, maire de Talataye et membre du HCUA, d'être un agent de liaison entre Ansar Dine et l'État islamique dans le Grand Sahara. Un autre membre du HCUA, Mahamadou Ag Rhissa, est également accusé de trafic de migrants et d'avoir détenu et exploité sexuellement des femmes à Talhandak, dans la région de Kidal,. Siguidi Ag Madit, autre commandant du HCUA, est également suspecté d'être lié à l'État islamique dans le Grand Sahara et d'être impliqué dans une attaque contre le GATIA à Andéramboukane, le 6 janvier 2018. Le 20 décembre 2018, le Conseil de sécurité de l'ONU adopte des sanctions contre Mahamadou Ag Rhissa, qui est interdit de voyage pour entrave à l'accord de paix de 2015.
En septembre 2019, le Niger accuse à son tour le HCUA de complicité avec les djihadistes et notamment d'être impliqué dans l'attaque de Midal, l'embuscade de Baley Beri et l'attaque d'Inates,. Le HCUA conteste et rejette pour sa part ces accusations.
Le mouvement n'est cependant pas non plus toujours épargné par des attaques djihadistes ; ainsi l'assassinat d'un responsable du HCUA, Alassane Ag Intouwa, à Ber, le 20 juin 2016, est revendiqué par AQMI.  

## Dissolution
Le 30 novembre 2024, le HCUA fusionne avec les autres groupes du Cadre stratégique permanent pour former le Front de libération de l'Azawad (FLA).